# Pelechy
Pelechy (německy Pelechen, dříve Bernloch) jsou obec v okrese Domažlice v Plzeňském kraji. Žije zde 79 obyvatel.

## Historie
První písemná zmínka o obci pochází z roku 1789.

## Obyvatelstvo
| Rok            | 1869 | 1880 | 1890 | 1900 | 1910 | 1921 | 1930 | 1950 | 1961 | 1970 | 1980 | 1991 | 2001 | 2011 | 2021 |
| -------------- | ---- | ---- | ---- | ---- | ---- | ---- | ---- | ---- | ---- | ---- | ---- | ---- | ---- | ---- | ---- |
| Počet obyvatel | 324  | 312  | 378  | 327  | 327  | 311  | 281  | 115  | 120  | 96   | 90   | 71   | 72   | 67   | 79   |
| Počet domů     | 44   | 43   | 51   | 52   | 55   | 55   | 56   | 42   | 28   | 24   | 24   | 24   | 26   | 28   | 35   |

## Obecní správa
V letech 1850–1950 Pelechy byly součástí Tlumačova v okrese Domažlice. V letech 1961–1990 patřily jako část obce k Stráži a od 24. listopadu 1990 jsou samostatnou obcí. Na území obce leží i zaniklá osada Šnory, která do 30. prosince 2012 patřila ke Stráži, ale pak byla přičleněna pod Pelechy.

## Další fotografie

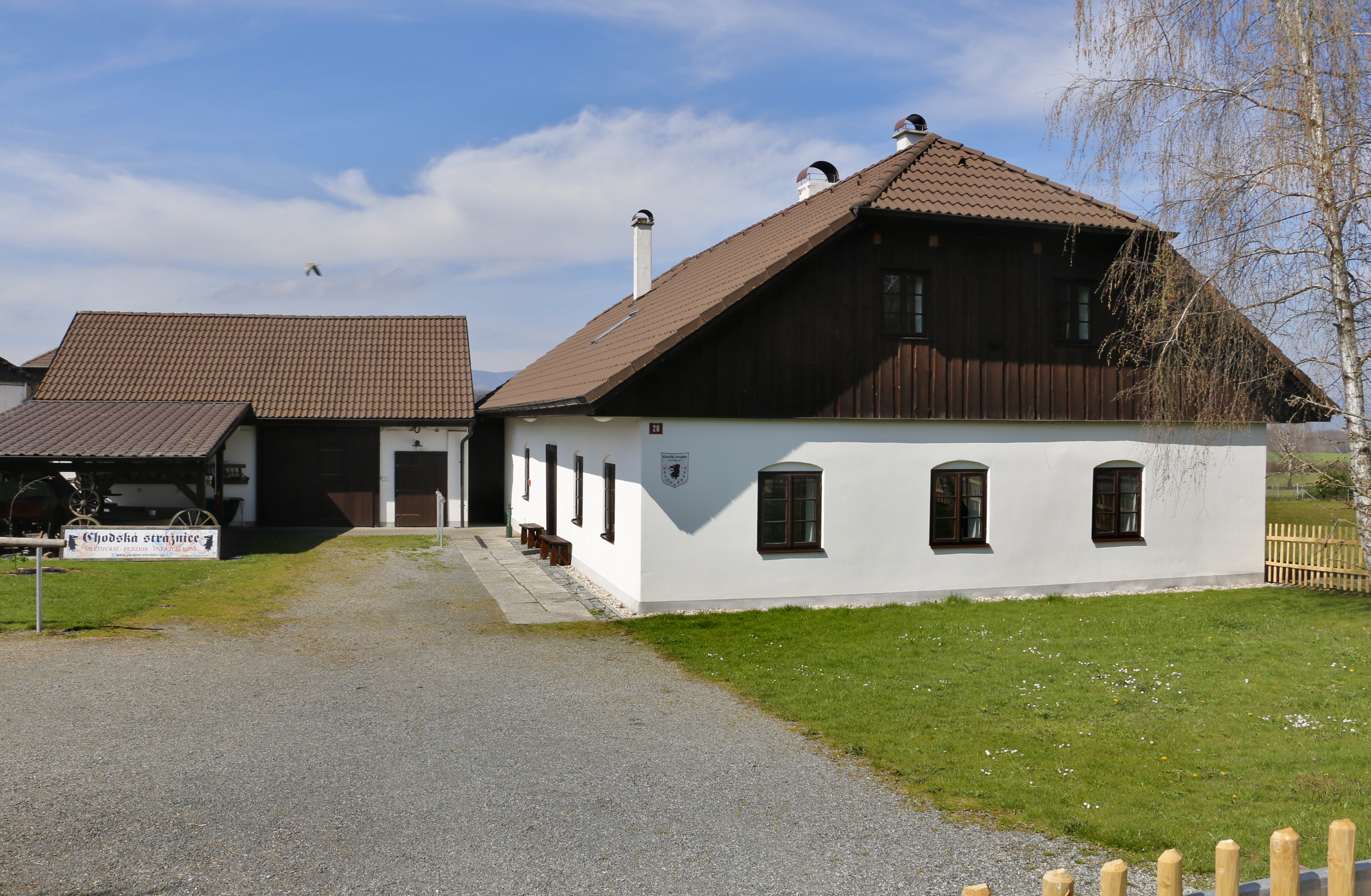
Penzion
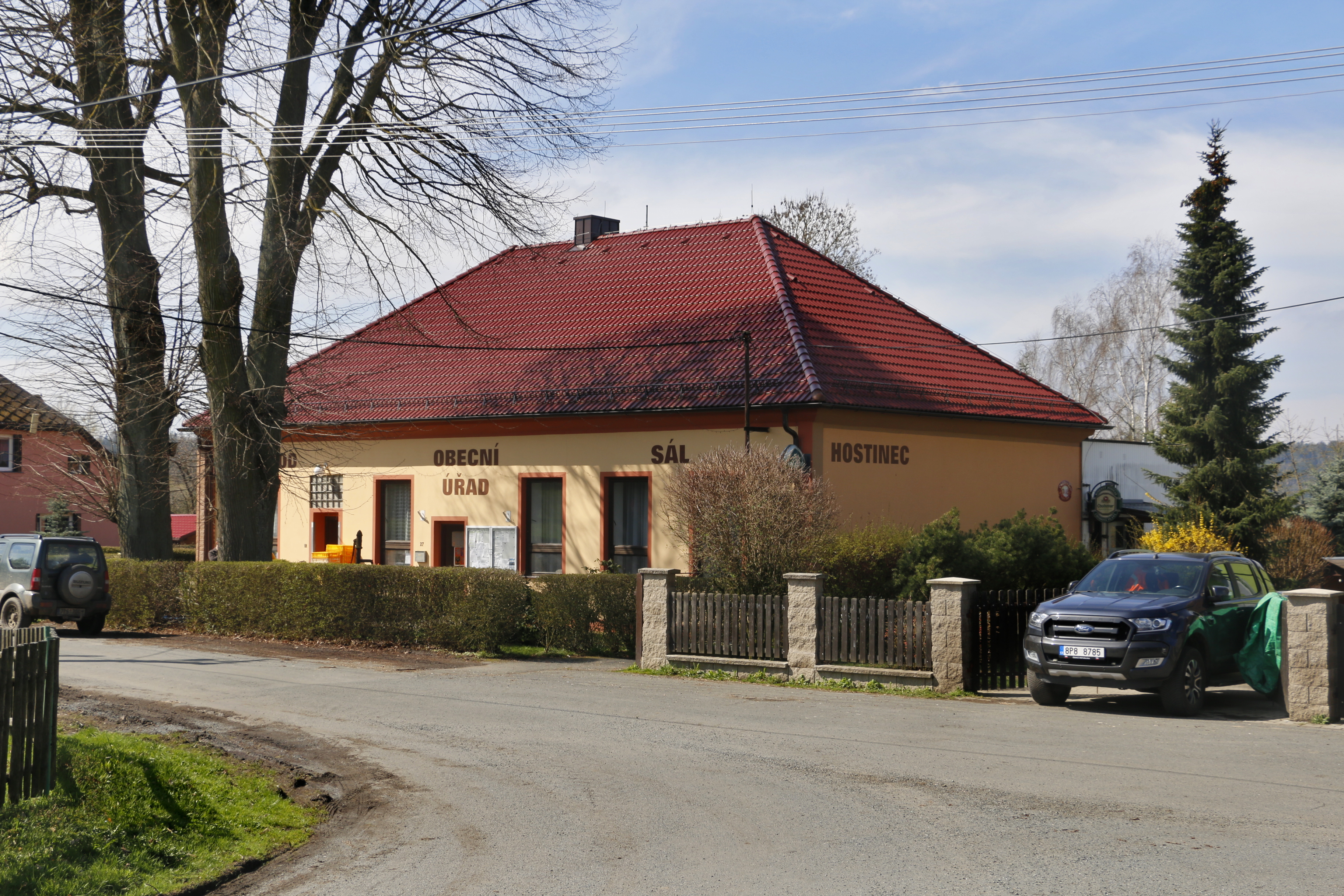
Obecní úřad, dříve škola
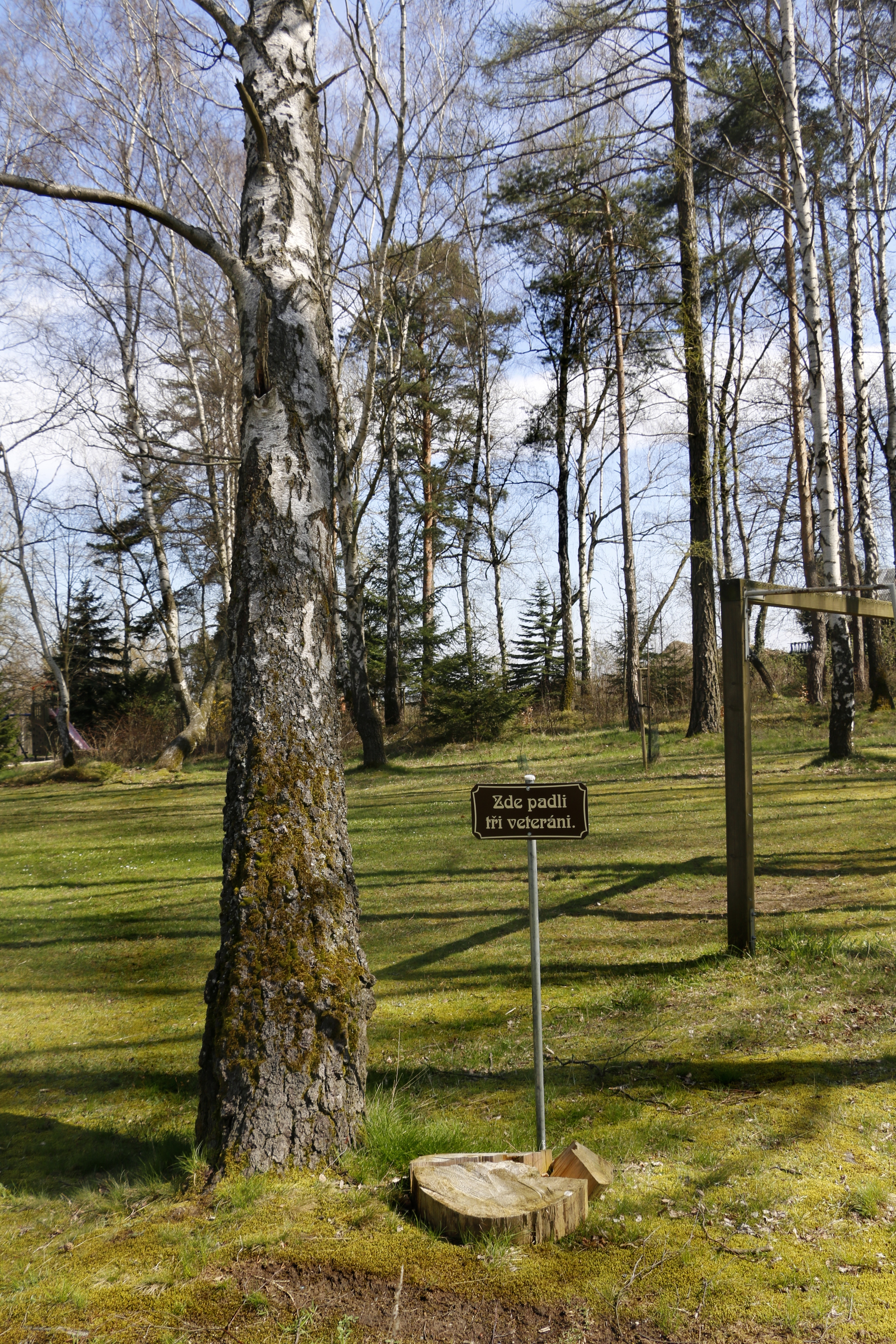
Cedule u hřiště
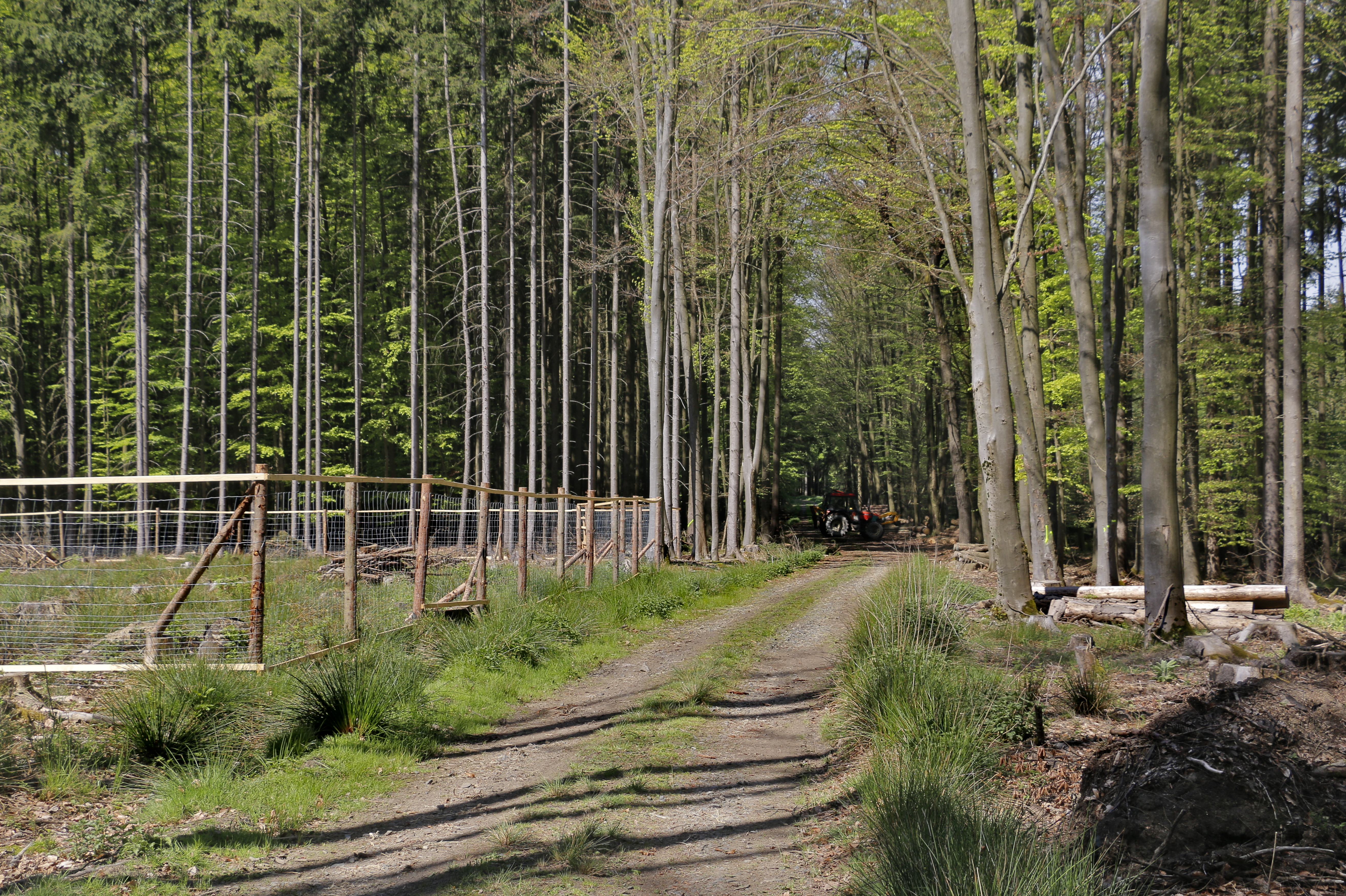
Lesy nad vesnicí